# Duch Święty

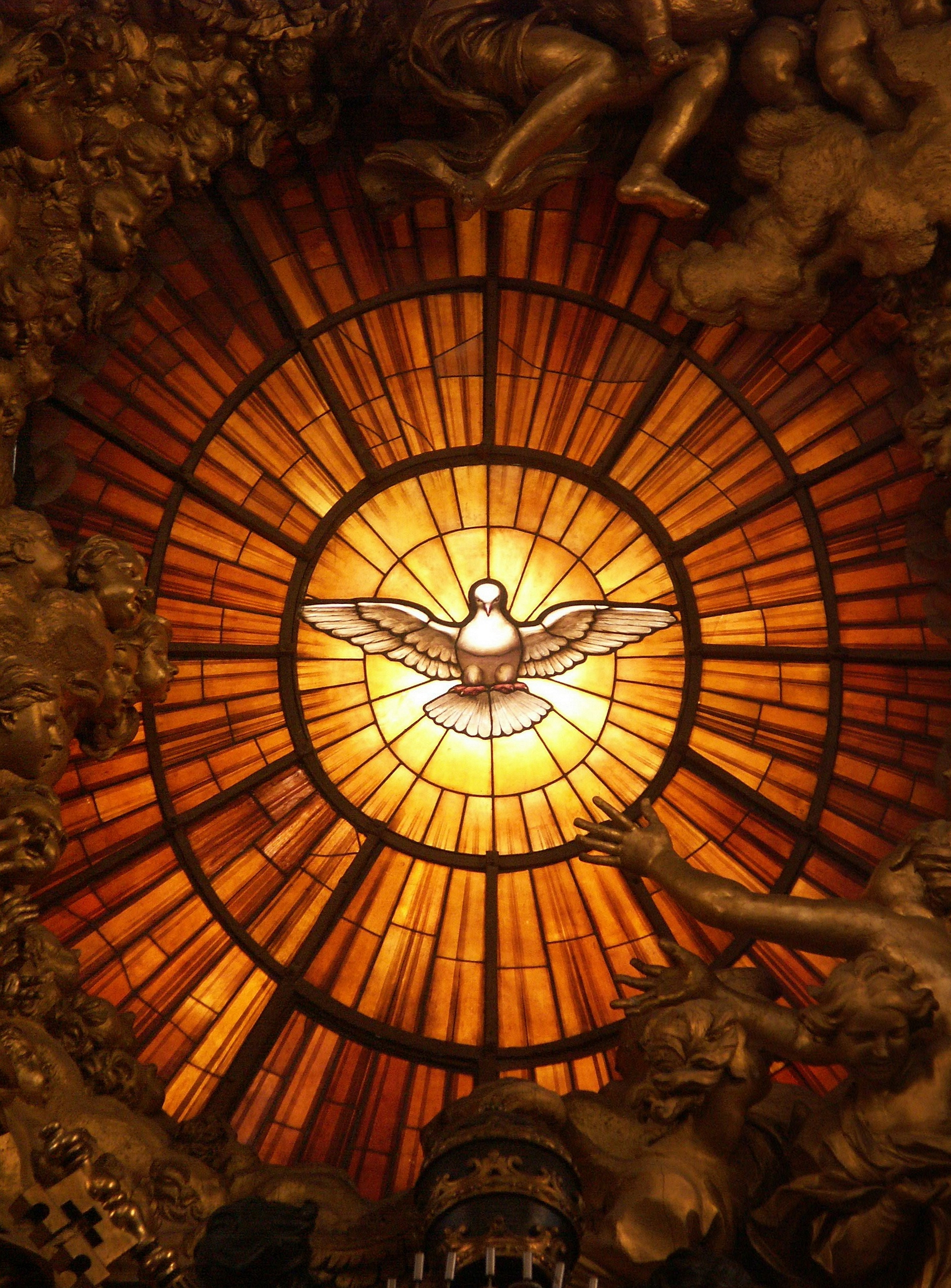
Witraż w bazylice watykańskiej

Duch Święty (hebr. רוּחַ הַקֹּדֶשׁ Ruach ha-Kodesz, gr. τὸ ἅγιον Πνεύμα to hagion Pneuma lub τὸ Πνεύμα τὸ ἅγιον to Pneuma to hagion,  łac. Spiritus Sanctus) – w większości religii chrześcijańskich trzecia Osoba Trójcy Świętej, równa Ojcu i Synowi w bóstwie, majestacie, substancji i naturze. Nie jest bytem zrodzonym ani stworzonym. Pochodzenie Ducha Świętego interpretowane jest zależnie od tradycji chrześcijańskiej:
- według tradycji zachodniej Duch pochodzi od Ojca i Syna;
- w tradycji wschodniej – od Ojca przez Syna (zob. filioque);
- według doktryn antytrynitarnych nie jest Osobą Boską, często uważana jest jedynie za przejaw działalności Bożej lub moc Bożą[2].

## Stary Testament
Duch Święty pojawia się wedle części komentatorów w Starym Testamencie już w drugim wersecie Księgi Rodzaju: „(...) a Duch Boży unosił się nad wodami”, jednakże należy przyjąć, iż użyte tu pojęcie Ducha Bożego (ruah) należy rozumieć jako wiatr, powiew, powietrze lub tchnienie. Stąd w podanym tekście nie oznacza osoby Ducha Świętego, lecz twórczą moc Bożą. Duch Boży był czynny także w akcie stwórczym człowieka (Rdz 2,7). W języku hebrajskim występuje w rodzaju żeńskim. Nie jest hipostazą, lecz mocą działania prorockiego. W dalszych księgach pojawia się jednak bardzo rzadko (por. Ps 104, 30). Chrześcijanie wierzą, że prorocy mówili za sprawą właśnie Ducha Świętego, co znalazło swój wyraz w powszechnym wyznaniu wiary: „(...) i mówił przez proroków (...)” (por. 1 Sm 10, 6). Co bardzo ważne, w pierwotnym greckim tekście tego nicejskiego wyznania wiary brakuje rodzajnika przy Duchu Świętym, co świadczy, że jest on rozumiany przede wszystkim jako działający. Innymi słowy: trzecia część Symbolu wskazuje przede wszystkim na Ducha Świętego nie jako na trzecią Osobę Boską, tylko na Ducha Świętego, jako na dar Boga dla historii w gminie wierzących w Chrystusa. Księgi prorockie stanowią większą część Starego Testamentu, w którym Duch Jahwe był mocą nieosobową, przedstawianą w sposób antropomorficzny: jako ramię, oblicze lub tchnienie Boga. Sam zaś Stary Testament objawia Ducha Świętego jako dar, jako działającą moc Bożą, lecz nie jako osobę. Także Jezus, jako Mesjasz, miał działać pod wpływem mocy Bożej, gdy spoczął na nim Duch Jahwe. Duch ten nie oznaczał trzeciej osoby Trójcy, lecz nieosobową moc. Także Nowy Testament nie zna pełnej manifestacji hipostazy Ducha Świętego.

### Dary Ducha Świętego
W Iz 11, 2 wymieniane są następujące dary Ducha Świętego: mądrości, rozumu, rady, męstwa, umiejętności, pobożności, bojaźni Bożej.
Pełnia darów wyrażana jest tu przez trzy pary tychże. Przyjęta w teologii i liturgii liczba siedmiu darów Ducha Świętego (siedem było dla Izraelitów liczbą doskonałą) powstała stąd, że powtarzany w wierszu trzecim hebrajski wyraz „bojaźń”, został przetłumaczony w Septuagincie oraz Wulgacie jako „pobożność”. W katechizmie zamiast „wiedzy” wspomina się „umiejętność”.

## Nowy Testament
Jezus nazywał Go „Duchem-Pocieszycielem” (gr. Parakletos – Obrońca, np. w sądzie; w opozycji do Diabolos – Oskarżyciela: por. Ap 12, 10de)  oraz „Duchem Prawdy” (por. J 15, 26-27). Pierwsze objawienie miało miejsce podczas chrztu Jezusa, gdy Duch Święty zstąpił na niego jako gołębica (np. Mk 1, 10), przez co w kulturze chrześcijańskiej przedstawia się go na obrazach zwykle w jej postaci. Duch Święty jest także obecny w momencie Zwiastowania (Łk 1, 35) oraz podczas nawiedzenia św. Elżbiety przez Marię z Nazaretu (Łk 1, 41). Jezus obiecuje go zesłać na apostołów jako moc po swoim Wniebowstąpieniu (Łk 24,49). Wydarzenie to miało miejsce pięćdziesiąt dni po Jego zmartwychwstaniu (zob. Zesłanie Ducha Świętego), kiedy Duch objawił się poprzez języki jakby z ognia nad głowami apostołów oraz szum z nieba, jakby podmuch silnego wiatru, który napełnił pomieszczenie, w którym przebywali i zaczęli mówić innymi językami tak jak im Duch pozwalał. Nie były to języki wyuczone, ale języki potwierdzające, że na apostołów zstąpił Duch Święty. Biblia w Nowym Testamencie używa określeń: zadatek, pieczęć Ducha Świętego, rękojmia dziedzictwa naszego. Odtąd apostołowie rozpoczęli głoszenie Ewangelii na całym świecie w mocy Bożej, a nie w mądrości ludzkiej. Dodatkowo Jezus przyrzekł, że w chwili prześladowań Duch pomoże stawić czoła wrogom (por. Mt 10, 19-20). W dwunastym rozdziale Ewangelii Mateusza Jezus napomina, że każdy grzech i bluźnierstwo będą odpuszczone ludziom, ale bluźnierstwo przeciwko Duchowi (twierdzenie, że jest demonem) nie będzie odpuszczone (Mt 12.31).
„Idźcie więc i czyńcie uczniami wszystkie narody, udzielając im chrztu w imię Ojca i Syna, i Ducha Świętego” (Mt 28, 19)
Podkreślić należy pewną egzegetyczną trudność w tym, że w żadnym tekście Pisma nie znajdujemy dialogu Ducha Świętego z Synem lub Ojcem. Nigdzie też Pismo wprost nie mówi, że Duch Święty jest Bogiem. Jednak w Dziejach Apostolskich Piotr Apostoł w rozmowie z Ananiaszem zwraca się do niego w słowach: Dlaczego szatan zawładnął twym sercem, że skłamałeś Duchowi Świętemu i odłożyłeś sobie część zapłaty za ziemię.(...) Jakże mogłeś dopuścić myśl o takim uczynku? Nie ludziom skłamałeś, lecz Bogu (Dz.Ap. 5.3-4).

### Charyzmaty
W Nowym Testamencie oraz w późniejszej Tradycji (por. 1 Kor 12) wyróżniono następujące dary Ducha Świętego, tak zwane charyzmaty:
- słowo mądrości,
- słowo poznania,
- wiary,
- prorokowania (czyli przekazywania Słowa Bożego),
- języków (dar mówienia obcymi językami – tzw. glosolalia),
- tłumaczenia języków,
- uzdrawiania,
- czynienia cudów,
- rozpoznawania duchów.

Są to dary manifestujące się jako nadprzyrodzone, cudowne.
W Ef 4:7-16 są natomiast wymienione dary objawiające się w posługach:
- apostolstwa,
- proroctwa,
- ewangelistów,
- pasterstwa (stąd: pastorstwa) i nauczania (pełniona w Kościołach chrześcijańskich przez księży, pastorów, nauczycieli, wykładowców i duszpasterzy).

Mają one ważne znaczenie dla funkcjonowania Kościoła jako społeczności.

## Znaczenie darów Ducha Świętego
Dary Ducha Świętego, zwane również darami łaski (nie można na nie zasłużyć, udziela ich Bóg według własnej woli) są nadprzyrodzonym wyposażeniem Kościoła, jako zgromadzenia wiernych w następujących celach:
- ewangelizacji w charakterze powszechnym (jako obowiązek każdego wierzącego) i z powołania (np. urząd ewangelisty) przez ogół wierzących lub ich reprezentantów;
- pełnienia różnego rodzaju służb w Kościele dla jego wzrostu;
- dawania świadectwa uświęconego życia.

### Owoce Ducha Świętego
Skutkiem działania łaski Ducha Świętego w duszy są zawsze coraz obfitsze owoce Ducha (Konstytucja dogmatyczna o Kościele, nr 34). W Liście do Galatów 5, 22-23 są wymienione następujące cechy (owoce) działania Ducha Świętego w życiu wierzącego: miłość (caritas lub agape), radość, pokój, cierpliwość, uprzejmość, dobroć, wierność (tłumaczona też jako „wiara”), łagodność, wstrzemięźliwość (tłumaczone też jako „opanowanie”).
Nie jest to lista zamknięta; tradycyjnie przyjmuje się również inne cnoty (będące rozwinięciem cech wymienionych w tekście biblijnym), na przykład: wspaniałomyślność, łaskawość, skromność, czystość.
Wszystkie owoce Ducha Świętego zawierają się de facto w jednym – w miłości. Są one efektem życia w społeczności z Bogiem.

## Pisma pierwszych chrześcijan
Duch Święty w literaturze pierwszych wieków przedstawiany jest nie tylko jako istniejący, ale przede wszystkim jako działający.
Spośród wielu pism Orygenesa, które odnoszą się do Ducha, najwięcej dotyczy jego dynamicznego działania w środowisku chrześcijańskim, objawiającego się natchnieniem Pisma, jego zrozumienia, darów nadprzyrodzonych oraz uświęcenia. Według Orygenesa, Duch Święty – wraz z Synem – nie stoi na równym poziomie z Ojcem. Według niego, Duch nie ma formy, postaci i kształtu.
Zdaniem niektórych w tekstach Ireneusza trudno znaleźć znamion osoby Ducha. Jest tam według nich raczej Bożą substancją i mocą działającą ku porządkowaniu. Na Jezusa ma np. zstępować jako moc, nie jako osoba. Nie wydaje się im więc, aby wg Ireneusza tworzył Trójcę osób. Odmienny pogląd wskazuje natomiast na to, że nauka Ireneusza mówi o Bogu, który stworzył świat z samego siebie, za pomocą „swoich rąk” – Syna i Ducha Świętego, bez pomocy innej potęgi. Również na to, że zdaniem starożytnego biskupa Duch Św. istnieje wraz z Chrystusem przed stworzeniem świata, co miałoby oznaczać, że Duch nie jest częścią stworzenia, a stworzycielem, tj. Bogiem. Znamion koncepcji Trójcy Świętej można dopatrzyć się w cytacie z Adversus haereses Ireneusza:

Jeden jest Bóg […] ponad wszystkim i dla wszystkich, i we wszystkich. Ojciec będący ponad wszystkim […] ;będący dla wszystkich natomiast  jest Słowem [Chrystusem] […], we wszystkich nas zaś jest Duchem i to On jest ową Wodą Żywą  (5:18,2)

lub innym:

Jeden jest Bóg Ojciec i jedno Słowo, Syn i Jeden Duch, i jedno zbawienie dla wszystkich, którzy w Niego wierzą.  (4:6,7)

Euzebiusz z Cezarei – podobnie jak Orygenes – uznaje Ducha Świętego za pierwsze z Bożych dzieł. Euzebiusz pisze o Duchu jako o wtórnym światła odblasku.
Największy obrońca Ducha Świętego, Bazyli Wielki, nigdy nie mówi wprost, że Duch Święty jest Bogiem, ograniczając się jedynie do terminologii biblijnej.
Niemal wszyscy pisarze chrześcijańscy są zgodni co do pochodzenia Ducha Świętego: pochodzi od Ojca. Syn posyła Go do swych uczniów. Takie stanowisko zajmuje Augustyn z Hippony.

## Modlitwy i nabożeństwa do Ducha Świętego
- Modlitwy w Kościele rzymskokatolickim:
  - Godzinki o Duchu Świętym
  - Koronka ku czci Ducha Świętego i Jego siedmiu darów (i oparta na niej nowenna do Ducha Świętego)
- modlitwy w Kościołach mariawickich:
  - Nowenna do Ducha Przenajświętszego